# Ethusina
Ethusina is een geslacht van kreeftachtigen uit de klasse van de Malacostraca (hogere kreeftachtigen).

## Soorten
- Ethusina abyssicola Smith, 1884
- Ethusina alba (Filhol, 1884)
- Ethusina beninia Manning & Holthuis, 1981
- Ethusina bicornuta Chen, 1997
- Ethusina brevidentata Chen, 1993
- Ethusina brevidentata Chen, 1993
- Ethusina castro Ahyong, 2008
- Ethusina challengeri (Miers, 1886)
- Ethusina chenae Ng & Ho, 2003
- Ethusina ciliacirrata Castro, 2005
- Ethusina coronata Castro, 2005
- Ethusina crenulata Castro, 2005
- Ethusina desciscens Alcock, 1896
- Ethusina dilobotus Chen, 1993
- Ethusina dofleini Ihle, 1916
- Ethusina exophthalma Castro, 2005
- Ethusina faxonii Rathbun, 1933
- Ethusina gracilipes (Miers, 1886)
- Ethusina huilianae Castro, 2005
- Ethusina insolita Ng & Ho, 2003
- Ethusina isolata Castro, 2005
- Ethusina longipes Chen, 1987
- Ethusina macrospina Ng & Ho, 2003
- Ethusina microspina Chen, 2000
- Ethusina ocellata Castro, 2005
- Ethusina paralongipes Chen, 1993
- Ethusina pubescens Chen, 1993
- Ethusina robusta (Miers, 1886)
- Ethusina rowdeni Ahyong, 2008
- Ethusina smithiana (Faxon, 1893)
- Ethusina somalica (Doflein, 1904)
- Ethusina stenommata Castro, 2005
- Ethusina taiwanensis Ng & Ho, 2003
- Ethusina talismani A. Milne-Edwards & Bouvier, 1897
- Ethusina vanuatuensis Chen, 2000
- Ethusina wakataka Komatsu & Komai, 2009